# Henotesia wardi
Henotesia wardi är en fjärilsart som beskrevs av Paul Mabille 1877. Henotesia wardi ingår i släktet Henotesia och familjen praktfjärilar. Inga underarter finns listade i Catalogue of Life.